# Dorenahalli, Krishnarajpet
Dorenahalli là một làng thuộc tehsil Krishnarajpet, huyện Mandya, bang Karnataka, Ấn Độ.